# Попобава
Попобава (от суахили popo — летучая мышь и bawa — крыло) — согласно легендам, злое существо или злой дух, в которое верят некоторые жители Танзании. Описывается как карлик с единственным глазом во лбу, маленькими острыми ушами, крыльями и когтями летучей мыши. Согласно верованиям, насилует спящих в своих кроватях мужчин.
Присутствие часто невидимого Попобавы может быть обнаружено по резкому запаху или клубам дыма. Иногда Попобава видим каждому, кроме жертвы. По поверьям, это существо днём принимает человеческую форму, но с острыми выдающими его пальцами. После исполнения акта насилия Попобава заставляет своих жертв рассказать всем о случившемся, в противном случае угрожая вернуться и изнасиловать повторно.
Местом обитания этого карлика-циклопа является остров Занзибар. Впервые появился на соседнем с Занзибаром острове Пемба (Pemba) в 1972 году. О большем количестве нападений сообщалось в 1980-х, затем в апреле 1995 года и недавно в 2000 году и июле 2001 года. Нападения, кажется, совпадают с периодами роста политической напряжённости, например, с выборами. В 1972 году нападения были спровоцированы убийством президента страны. Но недавние нападения произошли в спокойное в политическом плане время.
В больницах Занзибара были зафиксированы многочисленные случаи переломов рёбер, ушибов и других повреждений, приписанные Попобаве. Один психически неуравновешенный человек был насмерть зарублен после того, как признался, что это будто бы он был тем самым демоном.
В те периоды, когда Попобава терроризирует острова, мужчины многих семейств часто спят вместе перед домом, ища защиты в толпе и веря, что сон в кровати делает их уязвимыми.
Попобава, скорее всего, является африканской версией широко распространённого явления Мара. Джо Никелл, исследователь из CSICOP (Committee for the Scientific Investigation of Claims of the Paranormal), сравнил Попобаву со средневековыми легендами о суккубах (женские духи) и инкубах (мужские духи), которые сексуально домогались своих жертв ночью в их кроватях. В Ньюфаундленде уродливая старуха сексуально домогалась мужчин в явлении, известном как Хаггинг (Hagging). Другие подобные сообщения со всего света описывают вампиров, бесформенные чёрные капли и инопланетян среди прочих причудливых объектов.
Скептики утверждают, что все происшествия — результат галлюцинаций во время «сна наяву». Сонный паралич, ощущение подвешенности вниз головой, изменчивое восприятие и столкновения с потусторонними существами часто объединяются в этом феномене.
Попобава упоминается в 6-й серии мультсериала «Семейство Сатурдей».